# Jacques Ferron
Jacques Ferron byl francouzský šlechtic odsouzený v roce 1750 k trestu smrti oběšením za kopulaci s oslicí.

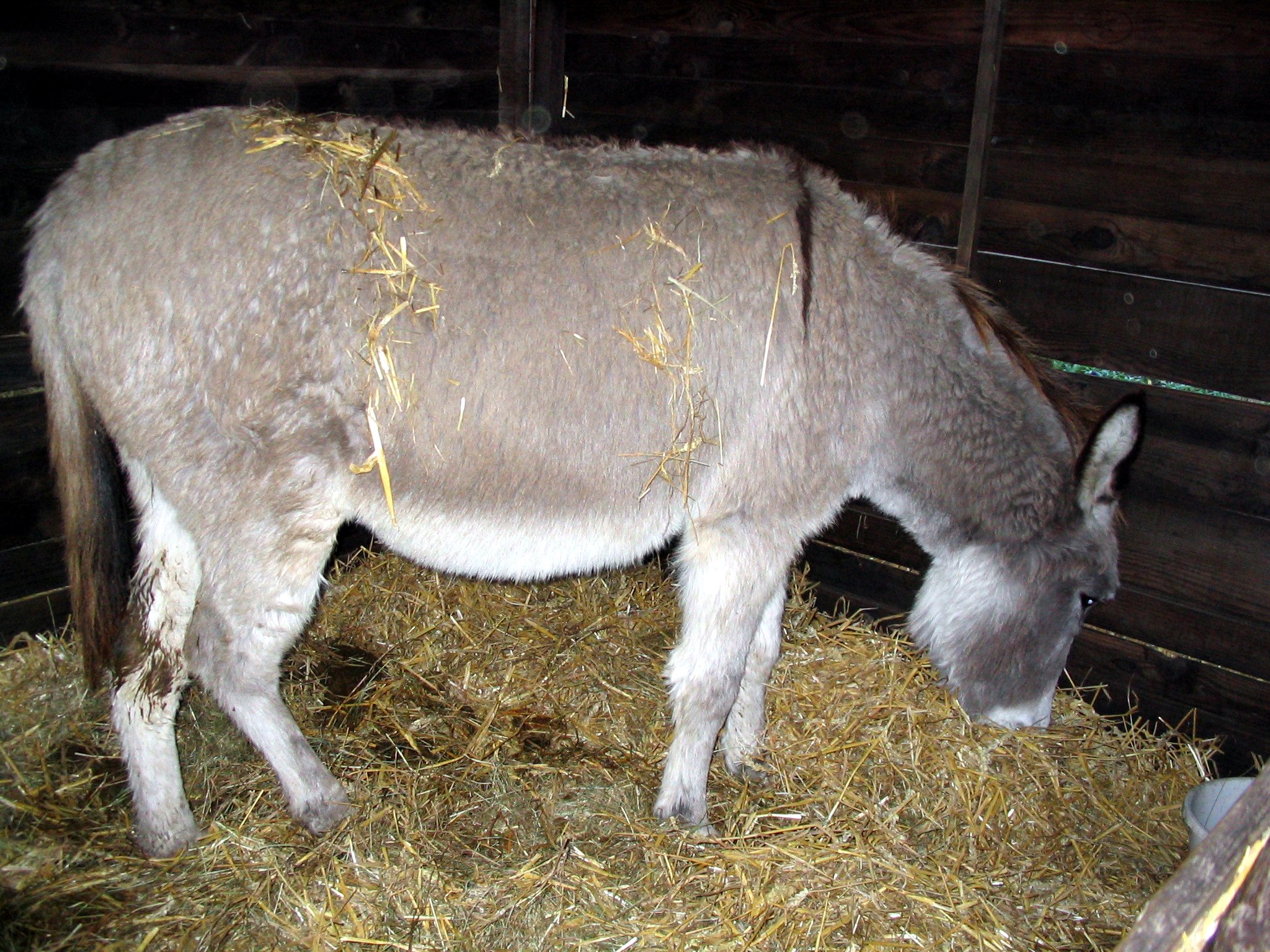
Osel

## Soud
Soudní proces se konal v roce 1750 ve francouzském městečku Vanves.
Jacques Ferron byl shledán vinným a odsouzen coby sodomita k smrti oběšením. V takových případech byla zpravidla odsouzena a popravena i zvířata, se kterými byla soulož prováděna, v tomto případě však byla oslice zbavena viny. Soudu byl totiž v rámci obhajoby dodán jménem oslice dokument, který měl dokázat její nevinnost. Listina byla podepsána místním knězem a důležitými obyvateli městečka, všichni odpřisáhli, že jsou ochotni dosvědčit, že daná oslice je ve všech směrech svého chování to nejušlechtilejší a nejupřímnější stvoření. Soudce poté rozhodl, že zvíře nebylo spoluviníkem ze své vůle, ale že bylo znásilněno, a proto bylo následně propuštěno.